# União Econômica e Monetária do Oeste Africano

UEMOA
WAMZ (West African Monetary Zone)
Apenas CEDEAO (Cabo Verde)

A União Econômica e Monetária do Oeste Africano (UEMOA, também conhecida como UEMOA por seu nome em francês, Union économique et monétaire ouest-africaine) é uma organização de oito, principalmente Estados francófonos da África Ocidental dentro da CEDEAO, anteriormente colônias de franceses África Ocidental, que foi dominada por pesos pesados anglófonos da região, como as ex-colônias britânicas Nigéria e Gana. Foi estabelecido para promover a integração econômica entre os países que compartilham o franco CFA como moeda comum. UEMOA foi criada por um tratado assinado em Dakar, Senegal, em 10 de janeiro de 1994, pelos chefes de estado e governos de Benim, Burkina Faso, Costa do Marfim, Mali, Níger, Senegal e Togo. Em 2 de maio de 1997, a Guiné-Bissau, uma ex-colônia portuguesa, tornou-se o oitavo (e único Estado-membro não francófono) da organização.
UEMOA é uma união aduaneira e união monetária entre os membros da CEDEAO. Seus objetivos incluem:
- Maior competitividade econômica, por meio da abertura de mercados, além da racionalização e harmonização do ambiente jurídico
- A convergência de políticas e indicadores macroeconômicos
- A criação de um mercado comum
- A coordenação das políticas setoriais
- A harmonização das políticas fiscais

Entre suas realizações, a UEMOA implementou com sucesso critérios de convergência macroeconômica e um mecanismo de vigilância eficaz. Adotou uma união aduaneira e uma tarifa externa comum e combinou regulamentações de tributação indireta, além de iniciar políticas regionais estruturais e setoriais. Uma pesquisa do FMI de setembro de 2002 citou a UEMOA como "a mais avançada no caminho para a integração" de todos os grupos regionais na África.
A CEDEAO e a UEMOA desenvolveram um plano comum de ação sobre a liberalização do comércio e a convergência da política macroeconômica. As organizações também concordaram em regras comuns de origem para melhorar o comércio, e a CEDEAO concordou em adotar os formulários de declaração aduaneira da UEMOA e os mecanismos de compensação.

## Associação
- Benim (membro fundador)
- Burquina Fasso (membro fundador)
- Costa do Marfim (membro fundador)
- Guiné-Bissau (ingressou em 2 de maio de 1997)
- Mali (membro fundador)
- Níger (membro fundador)
- Senegal (membro fundador)
- Togo (membro fundador)